# Klaudija Sedar
Klaudija Sedar slovenska latinistka in splošna jezikoslovka. * Murska Sobota, 13. maj 1980.
Osnovno šolo je obiskovala v Gornjih Petrovcih. Maturirala je v murskosoboški gimnaziji. Po maturi se je vpisala na Filozofsko fakulteto ljubljanske univerze in je študirala splošno jezikoslovje. Leta 2013 je napisala doktorsko disertacijo Kulturna podoba JV Prekmurja v 17. in 18. stoletju na Fakulteti za podiplomski študij Univerze v Novi Gorici za področje primerjalnih študijev idej in kultur, modul kulturna zgodovina.
Poučevala je na lendavski gimnaziji, na Srednji zdravstveni šoli v Murski Soboti ter na Ljudski univerzi v Murski Soboti. Od 2008 do 2013 je bila raziskovalna asistentka organizacije ZRC SAZU Prekmurje na Petanjcih pod okriljem Zgodovinskega inštituta Milka Kosa. Od 2015 je bila domoznanka Pokrajinske in študijske knjižnice v Murski Soboti. Leta 2021 je postala direktorica Zavoda Primoža Trubarja, katerega ustanoviteljica je Evangeličanska cerkev. Zavod je aktiven na projektno-raziskovalnem ter kulturno-razvedrilnem področju.
Ukvarja se s prekmursko kulturno zgodovino in z ohranjanjem kulturnozgodovinske dediščine. Aktivno sodeluje pri znanstvenem raziskovanju, se udeležuje raznih strokovnih in znanstvenih posvetovanj ter konferenc.
Od leta 2023 je članica Sveta RTV Slovenija, in sicer kot predstavnica registriranih verskih skupnosti. Na ta položaj jo je imenovala predsednica države Nataša Pirc Musar. Je tudi avtorica več samostojnih knjižnih izdaj ter urednica evangeličanskih publikacij, med drugim mesečnika Evangeličanski list in Evangeličanskega koledarja. Svoje znanje s področja zgodovine Evangeličanske cerkve pa predaja tako mlajšim kot starejšim generacijam.